# Anna Siemsen
Anna Siemsen, née le 18 janvier 1882 à Dorf Mark (de nos jours Hamm) et morte le 22 janvier 1951 à Hambourg, était une pédagogue, une pacifiste et une femme politique allemande.
Elle a été membre du Bund Neues Vaterland, du Parti social-démocrate indépendant (USPD), du SPD, Bund Entschiedener Schulreformer (BESch) et du Parti socialiste ouvrier (SAP).
Elle est députée au Reichstag de 1928 à 1930, sous la bannière du SPD.

## Biographie
Anna Siemsen a adhéré au Bund Neues Deutschland pendant la Première Guerre mondiale et a été membre de l'USPD de 1919 à 1922. Elle a siégé à l'assemblée municipale de Düsseldorf en tant que conseillère municipale de l'USPD en 1919-1920. De 1923 à 1931, elle devint membre du SPD, où elle faisait partie de l'aile gauche pacifiste du parti, pour lequel elle fut députée au Reichstag pour la circonscription de Leipzig de 1928 à 1930. En 1930, elle dut renoncer à une nouvelle candidature en raison d'une maladie.